# Lawrence Adjei
Lawrence Adjei-Okyere (Accra, 23 marzo 1979) è un ex calciatore ghanese, di ruolo centrocampista.

## Statistiche

### Cronologia presenze e reti in nazionale
| Cronologia completa delle presenze e delle reti in nazionale ― Ghana | Cronologia completa delle presenze e delle reti in nazionale ― Ghana | Cronologia completa delle presenze e delle reti in nazionale ― Ghana | Cronologia completa delle presenze e delle reti in nazionale ― Ghana | Cronologia completa delle presenze e delle reti in nazionale ― Ghana | Cronologia completa delle presenze e delle reti in nazionale ― Ghana | Cronologia completa delle presenze e delle reti in nazionale ― Ghana | Cronologia completa delle presenze e delle reti in nazionale ― Ghana |
| Data                                                                 | Città                                                                | In casa                                                              | Risultato                                                            | Ospiti                                                               | Competizione                                                         | Reti                                                                 | Note                                                                 |
| -------------------------------------------------------------------- | -------------------------------------------------------------------- | -------------------------------------------------------------------- | -------------------------------------------------------------------- | -------------------------------------------------------------------- | -------------------------------------------------------------------- | -------------------------------------------------------------------- | -------------------------------------------------------------------- |
| 25-2-2001                                                            | Omdurman                                                             | Sudan                                                                | 1 – 0                                                                | Ghana                                                                | Qual. Mondiali 2002                                                  | -                                                                    | 80’                                                                  |
| 25-3-2001                                                            | Accra                                                                | Ghana                                                                | 3 – 0                                                                | RD del Congo                                                         | Qual. Coppa d'Africa 2002                                            | -                                                                    | 67’                                                                  |
| 3-6-2001                                                             | Harare                                                               | Zimbabwe                                                             | 1 – 2                                                                | Ghana                                                                | Qual. Coppa d'Africa 2002                                            | -                                                                    | 63’                                                                  |
| 16-11-2003                                                           | ?                                                                    | Ghana                                                                | 5 – 0                                                                | Somalia                                                              | Qual. Mondiali 2006                                                  | -                                                                    | 62’                                                                  |
| 19-11-2003                                                           | Kumasi                                                               | Ghana                                                                | 2 – 0                                                                | Somalia                                                              | Qual. Mondiali 2006                                                  | 1                                                                    |                                                                      |
| 28-4-2004                                                            | Accra                                                                | Ghana                                                                | 1 – 1                                                                | Angola                                                               | Amichevole                                                           | -                                                                    |                                                                      |
| 5-6-2004                                                             | Ouagadougou                                                          | Burkina Faso                                                         | 1 – 0                                                                | Ghana                                                                | Qual. Mondiali 2006                                                  | -                                                                    | 78’                                                                  |
| Totale                                                               |                                                                      | Presenze                                                             | 7                                                                    |                                                                      | Reti                                                                 | 1                                                                    |                                                                      |